# Сальвио, Алессандро
Алессандро Сальвио (итал. Alessandro Salvio; около 1570 — 1640) — итальянский шахматист, шахматный теоретик и литератор. Представитель итальянской шахматной школы. Уроженец Неаполя. Победил Паоло Бои (1595). Автор известного трактата о шахматах (1604), пьесы в стихах на шахматную тему «Скакайда» (1612) и повести «Путтино, или Странствующий рыцарь» о жизни Джованни Леонардо, включённой во 2-е дополненное издание трактата (1634).
Анализы Сальвио посвящены популярным дебютам того времени — королевскому гамбиту и итальянской партии. В конце XIX века выяснилось, что ряд анализов Сальвио заимствовал у Джулио Полерио. Подробно проанализировал гамбит, который впоследствии был назван его именем, ряд старинных эндшпильных позиций.

## Книги
- «Trattato dell' inventione et arte liberale del gioco di scacchi», Napoli, 1604.